# Olasz Királyság
Az Olasz Királyság (olaszul: Regno d’Italia) egy 1861–1946 között, a mai Olaszország területén fennálló állam volt.

## Történelem

### Kikiáltásának előzményei
A krími háború alkalmat kínált a Szárd Királyság számára, hogy kilépjen a nemzetközi porondra. Cavour 15 000 katonát küldött 1855-ben a Krímbe. A párizsi békekonferencián, így ott lehetett ő is. Szerette volna elérni, hogy megkapja a parmai és a Modenai Hercegséget és hogy a franciák és az osztrákok vonják ki a csapataikat Itáliából. Végül csak a Pápai államban és a Bourbonok koronája alá tartozó államokban (a Nápoly–Szicíliai Királyságban és a Parmai Hercegségben) folytatott rossz kormányzás elítélését sikerült kimondatnia, Itáliában azonban megnőtt Piemont tekintélye.
A háború 1859. április 26-án kezdődött. Az osztrákok hadvezére, Gyulai Ferenc táborszernagy gyors támadással szerette volna szétverni az szárd haderőt, még a franciák megérkezése előtt. A piemontiak azonban kitértek az osztrákok elől dél felé. Közben a francia haderő is megérkezett, és megmozdultak a közép-itáliai államok is. 1859. április 27-én II. Lipót elmenekült Firenzéből, ahol ideiglenes kormány alakult, amely kimondta Toszkána Szárd–Piemonthoz csatolását.. Június 13-án felkeltek a modenaiak, akik szintén csatlakoztak Piemonthoz. Ugyanezt tette június 29-én Parma is.
A háború döntő csatáit Magentánál (1859. június 4.) és Solferinónál (1859. június 24.) vívták meg. Magentánál a franciák megverték az osztrákokat, és bevonultak Milánóba, a solferinói véres csatában is visszavonulásra késztették a 29 éves Ferenc József császár vezette osztrákokat. III. Napóleon császár azonban megelégelte a háborút, és rádöbbent, hogy olyan Olaszország van születőben, amely Franciaország vetélytársa lehet a Földközi-tenger térségében. Így 1859. július 8-án Villafrancában megállapodott Ferenc Józseffel a fegyverszünetről és az előzetes békefeltételekről. A békekötés november 10-én történt meg Zürichben, csaknem olyan feltételek mellett, mintha az osztrákok győztek volna. Ausztria megtarthatta Veneto tartományt, de Lombardiát átadta Franciaországnak. A békekötés kimondta, hogy a közép-itáliai államok nem csatlakozhatnak a Szárd–Piemonti Királysághoz. A békét II. Viktor Emánuel is elfogadta, Cavour tiltakozásul lemondott.
Azonban a közép-itáliai államok Piemonthoz való csatlakozását nem lehetett meg nem történtté tenni. 1859 novemberében Modena, Parma és Romagna egyesült, majd 1860. március 18-án Emilia is kimondta csatlakozását Szárd–Piemonti Királysághoz. 1860. március 22-én Toscana ugyanígy tett. A miniszterelnökként visszatért Cavournak sikerült elismertetnie III. Napóleonnal a közép-itáliai államok csatlakozását Piemonthoz. Ennek fejében át kellett adnia Franciaországnak Nizzát és Savoyát.
1860 tavaszán a mérsékelt liberálisok nem gondolták, hogy a Savoyai-ház királyságát egyesíteni lehetne Dél-Itáliával is. Tőlük függetlenül ezt tervezték a hazaszeretettől fűtött polgári demokratikus erők, az észak- és közép-olaszországi kis- és középpolgárság különféle rétegeiből kikerült fiatalok.
Ezeknek a hazafiaknak Giuseppe Garibaldi volt a vezérük. Garibaldi külsőleg inkább franciának nézett ki. Iskolázatlan tengerészként kezdte, majd belépett a republikánus Mazzini Ifjú Itália szervezetébe. Belépett a szárd–piemonti hadiflottához, ahol összeesküvés vádjával halálra ítélték. Dél-Amerikába menekült, ahol részt vett a függetlenségi harcokban, így már 1848 előtt legenda lett belőle Itáliában, amit 1848-49-ben a Római Köztársaság katonai erőit irányítva megerősített. A forradalom leverése után külföldre menekült. 1859-ben felajánlotta kardját Viktor Emánuelnek, de hűvösen fogadták.
1860. május 6-án Garibaldi 1089 vörös inges emberével elindult Genovából, hogy felszabadítsa dél-itáliai honfitársait. Május 11-én szálltak partra Marsalában, és megindultak Palermo felé. Garibaldi a következőket mondta: „Itt most vagy megteremtjük Olaszországot vagy meghalunk”. 1860. június 6-án elfoglalták Palermót, majd 1860. június 21-én Milazzónál legyőzték a Bourbon királyi sereget. 1860. augusztus 20-án Garibaldi átkelt Szicíliából Calabriába, majd szeptember 7-én bevonult Nápolyba. Ezután Róma elfoglalását tervezte.
Cavour vegyes érzelmekkel fogadta a hódítások hírét. Nem akarta, hogy a republikánus érzelmű Garibaldi IX. Piusz pápa ellen induljon, ezáltal alkalmat adva Ausztriának, Franciaországnak, az európai konzervatív monarchiáknak, hogy fegyveres erejükkel az egyház védelmére keljenek.
1860. szeptember 11-én megindult a szárd–piemonti hadsereg, és benyomult az Egyházi Államba, részben azért, hogy megelőzze Garibaldit, és megmentse a pápát, részben azért, hogy területeket vegyen el a pápai államtól. Viktor Emánuel el is ragadta Emiliát, Romagnát, Marchét és Umbriát, csak Lazio tartomány és Róma maradt a pápai állam fennhatósága alatt. Szeptember 18-án a szárd–piemonti haderő szétverte a pápai fősereget, október 1-jén pedig döntő csapást mért a nápoly–szicíliai királyi seregre. A Garibaldi-kérdés megoldását a király vállalta magára. Október 26-án találkozott vele Teanónál. Viktor Emánuel megköszönte Garibaldi szolgálatait és nemesi címet meg birtokot adományozott neki.Garibaldi egyiket se fogadta el, és néhány aranytallérral, egy kerek sajttal és egy doboz heringgel elvonult a szigetére.
Az 1860. október 21-én megrendezett népszavazás eredménye alapján Dél-Itália is csatlakozott a Szárd–Piemonti Királysághoz. Savoya tartományt viszont, a Savoyai-ház törzsbirtokát a katonai segítség fejében át kellett engedni III. Napóleonnak. A Torinóban összeült olasz parlament 1861. április 27-én II. Viktor Emánuelt az egyesült Olaszország királyává kiáltotta ki. A király Cavournak adott kormányalakítási megbízást, ő azonban nemsokára, június 6-án meghalt.

## Államszervezet és közigazgatás

### Uralkodói
A királyságot uralkodóit a Savoyai-ház tagjai adták.
- II. Viktor Emánuel olasz király (1861–1878) – korábban ő volt Szardínia királya és az egyesített Olaszország első királya.
- I. Umbertó olasz király (1878–1900) – az 1882-es hármas szövetség révén közösséget vállalt Németországggal és az Osztrák–Magyar Monarchiával. 1900-ban egy anarchista megölte.
- III. Viktor Emánuel olasz király (1900–1946) – Olaszország királyaként végigvezette az országot az első világháborún, majd Benito Mussolini bábjaként kiszolgálta a fasiszta rezsimet.
- II. Umbertó olasz király (1946) – a Királyság utolsó királya, apja lemondott a javára, azonban a népszavazást már nem befolyásolhatták: az olaszok a köztársaság mellett szavaztak az alkotmányos monarchia helyett. Uralkodása 35 napig tartott.

### Törvényhozás, végrehajtás, igazságszolgáltatás
Az olasz törvényhozás parlamentáris volt, négy városban székelt a királyság ideje alatt: Torinóban (1861–1864), Firenzében (1864–1871), Rómában (1871–1943) és Brindisiben (1943–1945), valamint 1945–1946 között ismét Rómában.

#### Politikai pártok
1861–1919
- Történelmi jobb (Destra Storica, eredetileg Destra)
- Történelmi bal (Sinistra Storica, eredetileg Sinistra)

1919–1922
- Radikális Párt (Partito Radicale, PR)
- Olasz Reformszocialista Párt (Partito Socialista Riformista Italiano, PSRI)
- Olasz Liberális Párt (Partito Liberale Italiano, PLI)

1922–1943
- Nemzetifasiszta Párt (Partito Nazionale Fascista, PNF) az egyetlen legálisan működő párt ebben az időszakban

1943–1946
- Demokratikus Munkáspárt (Partito Democratico del Lavoro, DL)
- Akciópárt (Partito d’Azione, PdA)
- Kereszténydemokrata Párt (Democrazia Cristiana, DC)
- Pártnélküli (Pietro Badoglio tábornok)

#### Végrehajtó hatalom
Az Olasz Királyságban 23 törvényhozási ciklust tartottak számon, azonban ennél jóval több miniszterelnök és kormányzat működött (érdekesség, hogy a VIII. ciklussal kezdődött és a XXX. ciklussal végződött). A Duce megbuktatásától, 1943. július 25-től alkotmányos átmeneti időszaknak nevezik (periodo costituzionale transitorio) a népszavazás lezárásáig terjedő időszakot, 1946. július 10-ig.
Választások az Olasz Királyságban
- 1861. (VIII.)
- 1865. (IX.)
- 1867. (X.)
- 1870. (XI.)
- 1874. (XII.)
- 1876. (XIII.)
- 1880. (XIV.)
- 1882. (XV.)
- 1886. (XVI.)
- 1890. (XVII.)
- 1892. (XVIII.)
- 1895. (XIX.)
- 1897. (XX.)
- 1900. (XXI.)
- 1904. (XXII.)
- 1909. (XXIII.)
- 1913. (XXIV.)
- 1919. (XXV.)
- 1921. (XXVI.)
- 1924. (XXVII.)
- 1929. (XXVIII.)
- 1934. (XXIX.)
- 1939. (XXX.)
- 1943-tól átmeneti kormányzás a XXX-kal párhuzamosan

- Camillo Benso di Cavour: 1861. március 23. – 1861. június 6.†
- Bettino Ricasoli: 1861. június 6. – 1862. március 3.
- Urbano Rattazzi:
- Luigi Carlo Farini
- Marco Minghetti
- Alfonso Ferrero la Marmora
- Bettino Ricasoli
- Urbano Rattazzi
- Federico Luigi, Menabrea grófja
- Giovanni Lanza
- Marco Minghetti
- Agostino Depretis
- Benedetto Cairoli
- Agostino Depretis
- Benedetto Cairoli
- Agostino Depretis
- Francesco Crispi
- Antonio Starabba, Rudinì őrgrófja
- Giovanni Giolitti
- Francesco Crispi
- Antonio Starabba, Rudinì őrgrófja
- Luigi Pelloux
- Giuseppe Saracco
- Giuseppe Zanardelli
- Giovanni Giolitti
- Tommaso Tittoni
- Alessandro Fortis
- Sidney Sonnino
- Giovanni Giolitti
- Sidney Sonnino
- Luigi Luzzatti
- Giovanni Giolitti
- Antonio Salandra
- Paolo Boselli
- Vittorio Emanuele Orlando
- Francesco Saverio Nitti
- Giovanni Giolitti
- Ivanoe Bonomi
- Luigi Facta
- Benito Mussolini: 1922. október 31. – 1943. július 25.
- Pietro Badoglio tábornagy
- Ivanoe Bonomi
- Ferruccio Parri
- Alcide De Gasperi

### Védelmi rendszer
Az Olasz Királyság mindenkori haderejének főparancsnoka maga a király volt 1861 és 1938 között, majd 1943 és 1946 között. 1938. március 30-án azonban Mussolini egy új rendfokozatot hozatott létre, a primo maresciallo dell'impero, azaz „a birodalom első tábornagya” (Generalissimo), melyet a király és a duce egyaránt viselt, 1943-as évig, Mussolini bukásáig.
Az olasz királyi haderő haderőnemei:
- Olasz Királyi Hadsereg (Regio Esercito)
- Olasz Királyi Haditengerészet (Regia Marina)
- Olasz Királyi Légierő (Regia Aeronautica)
- Feketeingesek (Milizia Volontaria per la Sicurezza Nazionale): „önkéntes milícia a nemzeti biztonságért”, közismert nevükön a „feketeingesek”, Mussolinihez hű önkéntesek, 1943-ban feloszlatva.